# Фриштак (гміна, Коросненський повіт)
Ґміна Фриштак (пол. Gmina Frysztak) — колишня (1934—1939 рр.) сільська ґміна Коросненського повіту Львівського воєводства Польської республіки (1918—1939) рр.. Центром ґміни було село Фриштак.

1 серпня 1934 р. було створено ґміну Фриштак в Коросненському повіті. До неї увійшли сільські громади: Відач, Гута Ґоґолівська, Глиник Гурний, Глиник Дольний, Глиник Середній, Ґоґолів, Кобилє, Любля, Пуланкі, Прибівка, Стемпіна, Твердза, Фриштак, Цешина..